# Nicponia
Nicponia (niem. Nichtsfelde, kaszb. Nicponiô) – wieś kociewska w Polsce położona w województwie pomorskim, w powiecie tczewskim, w gminie Gniew przy 91 na południe od Gniewa w pobliżu ujścia Wierzycy do Wisły. Integralnymi częściami wioski są: Nowy Dwór i osiedle im. Juliusza Kraziewicza. Nazwa Nicponia znana jest przede wszystkim słuchaczom programów radiowych traktujących o stanie wysokości wód na rzece Wiśle. 
W okresie międzywojennym stacjonował w miejscowości komisariat Straży Granicznej.
W latach 1975–1998 miejscowość administracyjnie należała do województwa gdańskiego.

## Zabytki
Według rejestru zabytków NID na listę zabytków wpisany jest dwór „Nowy” (nr 55) d. 48, pocz. XIX, nr rej.: A-782 z 27.10.1973.